# Falculea palliata
Il vanga beccodifalce (Falculea palliata I.Geoffroy Saint-Hilaire, 1836) è un uccello della famiglia Vangidae, endemico del Madagascar. È l'unica specie del genere Falculea.